# Преображение (Рафаэль)
«Преображение» — последняя картина Рафаэля, над которой художник работал вплоть до своей смерти в 1520 году. Написана по заказу кардинала Джулио Медичи, будущего папы Климента VII, для алтаря собора Святых Юста и Пастора в Нарбонне. В настоящее время хранится в Ватиканской пинакотеке.

## История картины
Кардинал Джулио Медичи, двоюродный брат папы Льва X, будучи его главным советником, вице-канцлером Апостольской канцелярии, администратором Болоньи и главой целого ряда епархий, включая архиепархию Нарбонны, принял решение о заказе двух картин для Нарбоннского собора — «Преображение Христа» и «Воскрешение Лазаря».
11—12 декабря 1516 года, во время встречи Микеланджело с папой и кардиналом, на которой обсуждался фасад базилики Сан-Лоренцо во Флоренции, мастеру было предложено написать «Воскрешение Лазаря», от чего он отказался, согласившись, тем не менее, представить эскиз для дальнейшей работы. Заказ в итоге получил друг Микеланджело, Себастьяно дель Пьомбо, а написание «Преображения» было поручено Рафаэлю. Привлекая к работе Микеланджело, Медичи потворствовал соперничеству, разгоревшемуся десять лет назад между Микеланджело и Рафаэлем из-за Станц в Папском дворце и Сикстинской капеллы, а римская встреча Микеланджело с папой стала таким образом знаковым разрывом между двумя подходами в живописи и даже, в более общем смысле, между итальянской живописью и скульптурой.

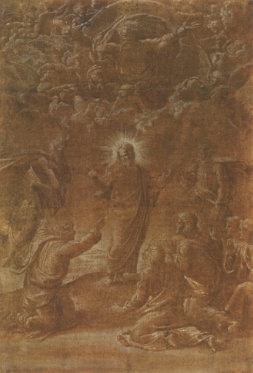
Эскиз Джулио Романо к «Преображению Христа», 40 × 27 см, ок. 1516, Галерея Альбертина

Первый эскиз к картине, выполненный Джулио Романо в мастерской Рафаэля в масштабе 1:10, изображает Бога-Отца в сонме ангелов, благословляющего Христа на горе Фаворской в присутствии Илии, Моисея и коленопреклонённых апостолов — Иоанна, Иакова и Петра. Второй эскиз, ныне хранящийся в Лувре, выполнил Джанфранческо Пенни. В него был добавлен другой евангельский сюжет, что является нетипичным для христианской живописи, и именно он стал основой будущей картины.
«Воскрешение Лазаря» неофициально выставили для обозрения уже к октябрю 1518 года, тогда как Рафаэль едва приступил к работе над своей картиной. Не была она завершена и к 11 декабря 1519 года, третьему воскресенью адвента, когда Лев X принимал в Ватикане работу дель Пьомбо.
Существует немало свидетельств того, как лихорадочно Рафаэль, видевший законченное «Воскрешение Лазаря» осенью 1518 года, работал над персонажами нижней половины «Преображения». Сохранившийся эскиз Пенни даёт представление о радикальных изменениях, внесённых Рафаэлем в окончательный вариант картины. Кропотливое изучение выявило на ней более 16 незаконченных участков и так называемых пентименто — значительных изменений уже завершённых деталей.
Рафаэль, живший «скорее как принц, нежели как художник», умер 6 апреля 1520 года. Несколько дней, пока в его доме в Борго шли торжественные проводы, неоконченное «Преображение» находилось у изголовья кровати покойного. Через неделю после смерти Рафаэля «Преображение» было выставлено рядом с «Воскрешением Лазаря» в Ватикане.
Несмотря на предположения об активном участии Джулио Романо и Джанфранческо Пенни в написании нижней половины картины, прямых свидетельств тому не существует. Чистка доски в 1972—1976 годах выявила, что помощники всё же закончили несколько фигур в левом нижнем углу, но вся остальная картина принадлежит руке Рафаэля.
Кардинал Джулио не стал отправлять картину во Францию. В 1523 году он поместил её в главном алтаре римской церкви Сан-Пьетро-ин-Монторио в раме, вырезанной мастером Джиованни Бариле́, до наших дней не сохранившейся. В 1774 году мозаичную копию картины для Собора Святого Петра выполнил художник Стефано Поцци.
В 1797 году, во время итальянской кампании Наполеона, картина была конфискована французскими войсками из Ватикана вместе с сотней других произведений искусства. 19 февраля 1799 года эта конфискация была официально закреплена в рамках Толентинского договора, заключённого Наполеоном с папой Пием VI.

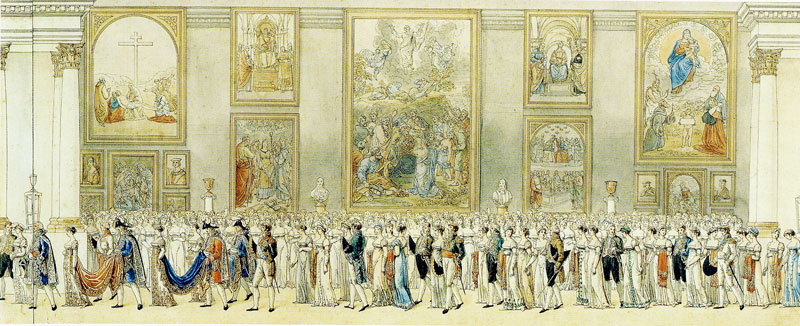
«Свадебная процессия Наполеона и Марии-Луизы Австрийской» (фрагмент), Бенджамин Зикс, 1810, Лувр. В центре — конфискованное из Ватикана «Преображение» Рафаэля.

Работы Рафаэля оказались среди наиболее востребованных сокровищ, разыскиваемых агентами Наполеона по поручению специального комитета Национального конвента, членами которого были живописцы Жан-Батист Викар, собравший обширную коллекцию из захваченных картин, и Антуан-Жан Гро, влияние Рафаэля на которого несомненно. Для Жака-Луи Давида, его учеников Жироде, Энгра и других художников Рафаэль являлся воплощением французских художественных идеалов. Сам Наполеон считал Рафаэля величайшим итальянским художником, а «Преображение» — самой значительной его работой. Вместе с Аполлоном Бельведерским, Лаокооном, Капитолийским Брутом и прочими произведениями искусства «Преображение» ждала триумфальная встреча в Париже 27 июля 1798 года, на 4-ю годовщину свержения Робеспьера. В ноябре 1798 года картина была выставлена в Большом салоне, а 4 июля 1801 года заняла центральное место в экспозиции из 20 картин Рафаэля в Большой Галерее Лувра, по которой в 1810 году прошла свадебная процессия Наполеона и Марии-Луизы Австрийской, запечатлённая живописцем Бенжаменом Зиксом.
Возможность изучить картину получили многие известные художники. Иоганн Фюссли нашёл, что из всех картин Лувра она уступает лишь «Мученичеству святого Петра» Тициана. Бенджамин Уэст заявил что «прошедшие века по сей день подтверждают её первенство». Джозеф Фарингтон записал в дневнике: «Произведённый ею эффект позволяет без колебаний заявить, что величественная манера и усердное старание, с которым написано „Преображение“, заставляет померкнуть любую другую картину, сколь бы высокого уровня та ни была». В сентябре 1802 года экспозицию посетил Уильям Тёрнер, посвятивший «Преображению» свою первую лекцию в качестве профессора перспективы Королевской Академии художеств.
После падения Наполеона в 1815 году доверенные лица папы Пия VII Антонио Канова и Марино Марини в рамках выполнения Парижского мирного договора 1815 года добились возвращения в Италию 66 картин, включая «Преображение». Согласно договорённостям Венского конгресса все они остались доступными для публики. Изначально картина была помещена в апартаменты Борджиа Апостольского дворца, но после нескольких перемещений внутри Ватикана обрела своё нынешнее место в Ватиканской пинакотеке.

## Иконография

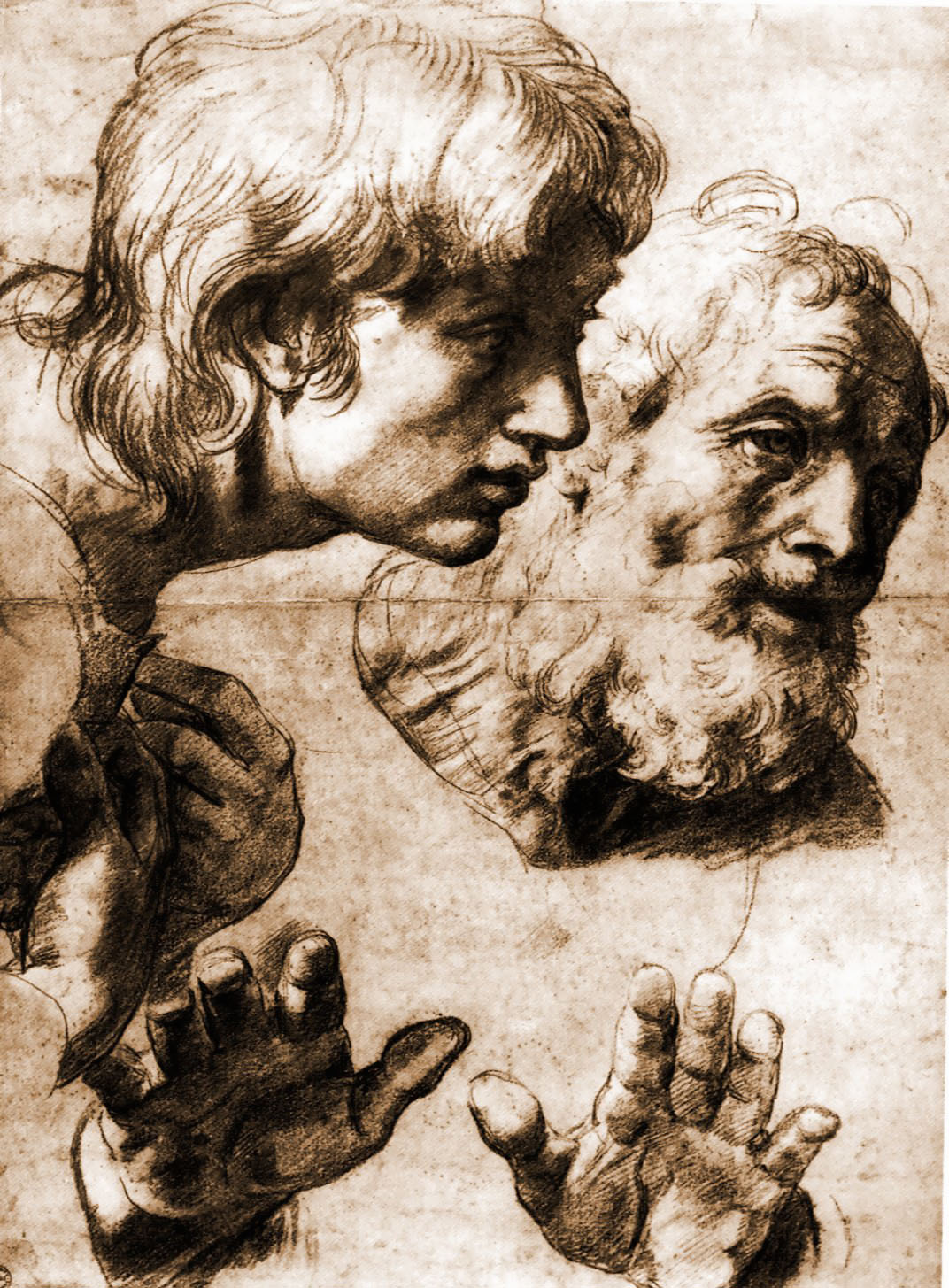
Эскиз апостолов Филиппа и Андрея. Итальянский карандаш, 499 × 364 мм

На картине Рафаэля изображены два последовательных, но отдельных друг от друга евангельских эпизода — собственно Преображение Господне (происходящее по традиции на горе Фаворской) с явлением Моисея и Илии в присутствии апостолов Иоанна, Иакова и Петра (Мф. 17:1—9, Мк. 9:2—12), и неудачная попытка остальных апостолов изгнать из отрока нечистый дух, упоминаемая в Евангелии лишь косвенно (Мф. 17:14—21, Мк. 9:14) .
Преображённый Христос парит в воздухе в сияющем одеянии, с Моисеем (справа) и Илией (слева). У левого края, согласно общепринятой трактовке, склонили колени Юстус и Пастор — святые покровители архиепархии и собора, для которого предназначалась картина — чей день памяти совпадает с празднованием Преображения Господня (6 августа). По другой версии это могут быть диаконы Фелициссим и Агапит, принявшие мученическую смерть с папой Сикстом II, поминаемые согласно римскому миссалу в тот же день. Под Христом и пророками лежат ослеплённые небесным сиянием Иаков, Пётр и Иоанн, традиционно символизирующие надежду, веру и любовь, в одеяниях соответствующих цветов — зелёного, жёлто-синего и красного.

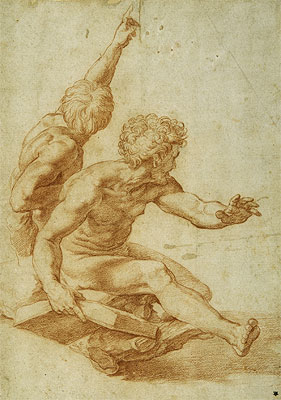
Эскиз Святого Матфея. Сангина, 328 × 232 мм

В нижней половине показаны апостолы, неспособные избавить несчастного отрока от одержимости нечистым. Однако тот не бьётся в припадке и стоит на ногах, рука воздета к Христу, а рот широко открыт, чтобы выпустить демона — эти внешние признаки указывают на то, что Рафаэль (чьё имя на иврите означает «Бог исцелил» — רָפָאֵל, Рафа’эль) соединяет обе евангельские сцены в одну, окончательно утверждая исцеляющую силу преображённого Христа. Гёте пишет о картине: «Они едины: внизу — страдание, нужда, вверху — спасительное; это — взаимодействие и взаимовлияние. Можно ли, говоря иными словами, воздействие идеальное отделить от действительного?»

Апостол Матфей (по другой версии — Андрей), изображённый в левом нижнем углу на уровне глаз зрителя, делает предостерегающий жест, словно просит не подходить, выполняя таким образом функцию посредника между зрителем и происходящими на картине событиями, о которой ещё за век до Рафаэля, в 1435 году, писал Леон Баттиста Альберти: 
Мне нравится, если в истории кто-нибудь обращает наше внимание и указывает на то, что в ней происходит, или манит нас рукой посмотреть, или сокрушённым лицом и смущённым взором предупреждает нас не подходить к тем, кто на картине, или обнаруживает либо какую-нибудь опасность, либо какое-нибудь чудо, или приглашает тебя вместе с ними поплакать или посмеяться
.

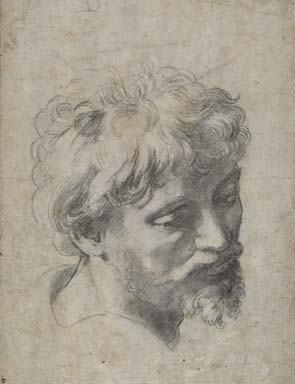
Эскиз головы Иуды Искариота

Взгляд Матфея устремлён на женщину в центре композиции, являющуюся зеркальным отражением женской фигуры с фрески «Изгнание Элиодора», написанной Рафаэлем в Апостольском дворце Ватикана. Джорджо Вазари называет её «главной фигурой на картине». Преклонив колено в контрапосте, она образует композиционную связку между группой апостолов и семейством одержимого отрока, не замечаемая никем, кроме Матфея. Женщина изображена в холодных тонах, с голубой накидкой на розовом, залитом солнцем одеянии, в позе figura serpentinata, с плечами и бёдрами, развёрнутыми в противоположных направлениях, напоминающая Леду с утраченной картины Леонардо да Винчи, копию которой Рафаэль делал во Флоренции.
Идентификация прочих апостолов остаётся предметом дискуссий. Поза и выражение лица белокурого юноши в центре перекликается с изображением апостола Филиппа на «Тайной вечере» да Винчи. Сидящий старец рядом с ним в красном облачении — вероятнее всего апостол Андрей. За ним стоит Симон, на которого смотрит Иуда Фаддей, указующий перстом на отрока. В левом верхнем углу нижней части по общепринятому мнению изображён Иуда Искариот. Полномасштабный эскиз его головы сохранился вместе с пятью другими эскизами, впервые описанными Оскаром Фишером в 1937 году и являющимися специальными трафаретами — припорохами, позволяющими живописцу с высокой точностью переносить эскиз на картину путём набивания красящего порошка через проколотый контур.

## Анализ картины

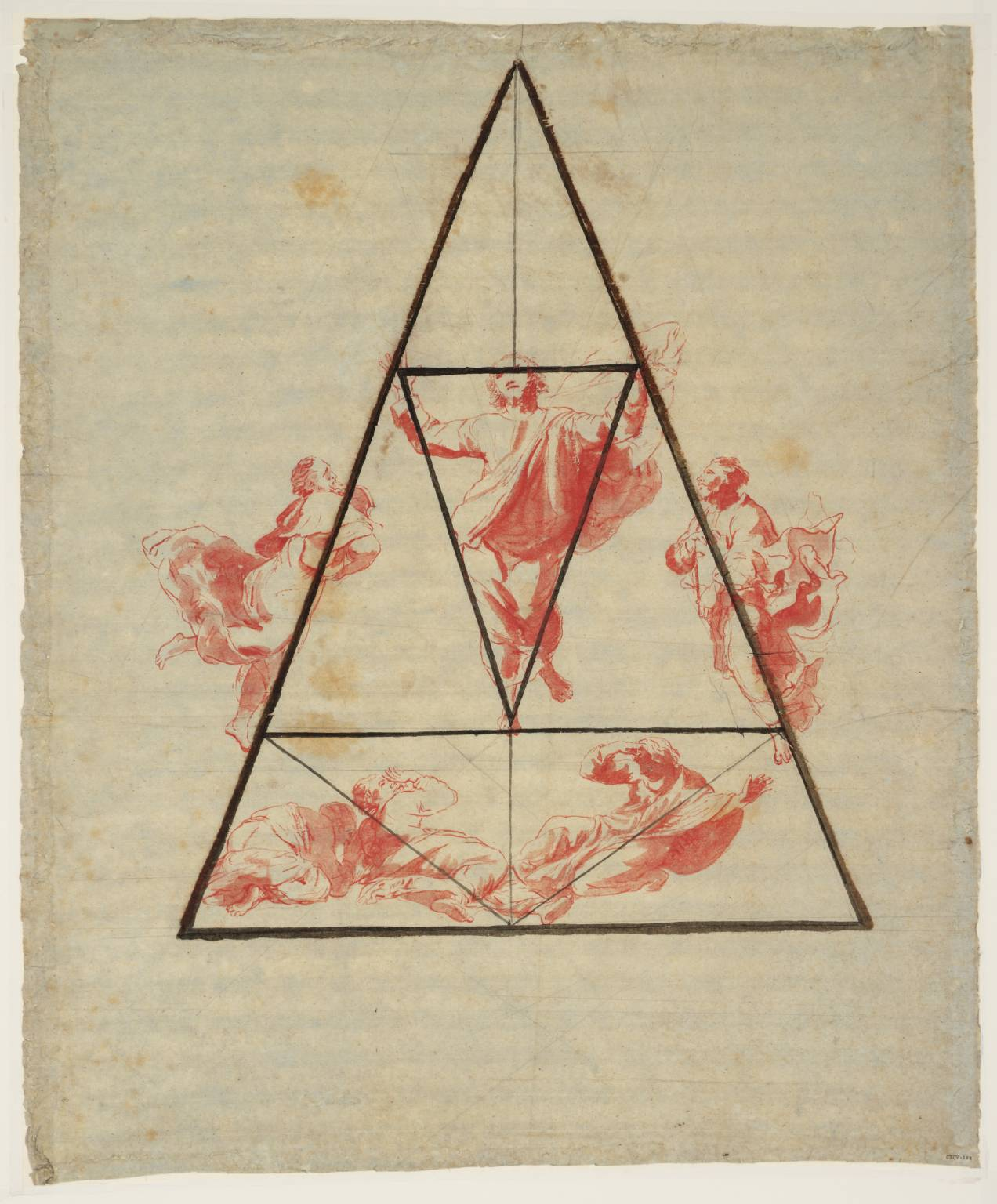
Диаграмма Тёрнера, ок. 1810

В основе «Преображения» лежит дихотомия: чистота и симметрия верхней половины символизирует спасительную силу Христа, которая контрастирует с тёмной и хаотичной нижней частью, являющей порочность и несовершенство человеческой природы. В культурно-историческом смысле иконография картины интерпретируется как предназначение её для защиты Нарбонны от повторных нападений сарацин, так как Каликст III объявил 6 августа праздником в честь победы христиан при осаде Белграда в 1456 году. Искусствовед Джоди Крэнстон назвала картину аллегорией преображающей силы самой живописи.
Согласно распространённой теории смысл картины кроется в сочинениях Амадея Португальского, известного монаха-францисканца, папского духовника, целителя, прорицателя и ватиканского дипломата. После смерти Амадея в 1502 году из его сочинений и проповедей был составлен сборник «Apocalypsis Nova», служивший духовным руководством Гильому Брисонне, предшественнику Джулио Медичи на должности архиепископа Нарбонны, и хорошо известный самому кардиналу, который мог повлиять на окончательную композицию картины. В «Apocalypsis Nova» проводится аналогия между попыткой изгнания нечистого из одержимого отрока и Преображением, как прообразом Страшного суда и окончательной победы над Дьяволом, которая под силу лишь Христу, но не апостолам. По мнению кардиолога Гордона Бендерски внешние медицинские признаки указывают на то, что сцена действительно изображает непосредственно момент исцеления мальчика Христом.
В своей лекции 7 января 1811 года Уильям Тёрнер продемонстрировал геометрическую композицию верхней части картины в виде пирамиды, составленной из треугольников, с Христом в центре неё.
Сияние Христа ассоциируется с лунным светом, что отражает традиционное предубеждение о связи эпилепсии с Луной (отсюда — лунатик). Во времена Рафаэля эта мистическая связь была настолько пугающей, что эпилептиков нередко сжигали на костре. Научное опровержение такой связи было дано лишь в 1854 году Жаком Жозефом Моро.
Стилизованные и искривлённые тела в нижней части «Преображения» можно рассматривать как прообраз маньеризма, а их выразительное напряжение и насыщенное использование светотени — баро́чной живописи.
Весьма вероятно, что Рафаэль воспринимал «Преображение» как вершину своего творчества, следуя канонам живописи Возрождения: затемнённый фон нижней части, символизирующий пещеру; указующие персты персонажей; еле заметный фоновый пейзаж вдали; Иисус, разительно превосходящий своим величием обычных смертных — всё это позволяет Рафаэлю удовлетворить самые высокие требования Римско-католической церкви, отдать дань почтения своим предшественникам и заложить основы грядущего барокко.

Для Ницше дихотомия картины заключалась в противопоставлении аполлонийского начала дионисийскому: 
В Преображении мы видим на нижней половине в бесноватом отроке, отчаявшихся вожатых, беспомощно перепуганных учениках отражение вечного и изначального страдания, единой основы мира: иллюзия здесь отражение вечного противоречия - отца вещей. И вот из этой иллюзии подымается, как дыхание амброзии, новый, видению подобный, иллюзорный мир, невидимый тем, кто внизу охвачены первой иллюзией, - сияющее парение в чистейшем блаженстве и безболезненном созерцании, сверкающем в широко открытых очах. Здесь перед нашими взорами в высшей символике искусства распростёрт аполлонический мир красоты и его подпочва, страшная мудрость Силена, и мы интуицией понимаем их взаимную необходимость
Джорджо Вазари в «Жизнеописаниях наиболее знаменитых живописцев, ваятелей и зодчих» признал «Преображение» Рафаэля «самой прекрасной и божественной» из его работ.